# Apsilochorema banksi
Apsilochorema banksi là một loài Trichoptera trong họ Hydrobiosidae. Chúng phân bố ở miền Australasia.